# Elda Emma Andersonová
Elda Emma Andersonová, nepřechýleně Anderson (5. října 1899 Green Lake – 17. dubna 1961 Oak Ridge), byla americká fyzička a výzkumnice. Během druhé světové války pracovala na Princetonské univerzitě, v Národní laboratoři Los Alamos na projektu Manhattan, v němž připravila první vzorek čistého uranu-235. 
Po absolvování Wisconsinské univerzity se v roce 1929 stala profesorkou fyziky na Milwaukee-Downer College. Po válce se začala zajímat o zdravotní fyziku, kterou se zabývala v oddělení zdravotní fyziky v Národní laboratoři Oak Ridge. Byla zakladatelkou profesionální certifikační agentury známé jako American Board of Health Physics.

## Dětství a mládí
Elda Emma Anderson se narodila 5. října 1899 v Green Lake ve Wisconsinu Edwinu A. Andersonovi a jeho manželce Lene (rozené Heller). Měla dva sourozence. Od malička byla fascinována čísly, přesto se chtěla stát učitelkou v mateřské škole. Později se začala zajímat o vědu, ovlivnila ji patrně její starší sestra, která se zabývala chemií. Rodina ji podporovala v akademickém úsilí.
V roce 1922 získala bakalářský titul z Ripon College, poté v roce 1924 magisterský titul ve fyzice na Wisconsinské univerzitě. Od roku 1924 do roku 1927 vyučovala na Estherville Junior College v Iowě, kde byla děkankou fyziky, chemie a matematiky. V roce 1929 se stala profesorkou fyziky na Milwaukee-Downer College (elitní ženská vysoká škola později začleněná do Lawrence University) a poté v roce 1934 vedoucí katedry fyziky.

## Profesní kariéra a výzkum
V roce 1941 dokončila doktorát na Wisconsinské univerzitě. Po jeho dokončení požádala o uvolnění ze své pozice na Milwaukee-Downer College, aby se mohla věnovat válečnému výzkumu v projektu Manhattan na Úřadu vědeckého výzkumu a vývoje na Princetonské univerzitě. Krátce nato nastoupila do Národní laboratoře v Los Alamos. Zde studovala základní parametry štěpení, včetně analýzy časových zpoždění spojených s absorpcí a emisí neutronů. Protože byla starší než většina ostatních vědců, byla pověřena vedením projektu. Mezi její úspěchy v Los Alamos patří např. laboratorní příprava prvního vzorku čistého uranu-235. V zaměstnání trávila často až šestnáct hodin denně, často pracovala v noci, přičemž nosila džíny a kostkovanou košili, což v té době nebylo obvyklé oblečení pro ženy. 
Po válce, v roce 1947, se vrátila k výuce na Milwaukee-Downer College. Její předcházející výzkum v oblasti jaderné fyziky v ní nicméně vyvolal zájem o zdravotní účinky záření. V roce 1949 opustila školství, aby se mohla věnovat zdravotní fyzice. Nastoupila na oddělení zdravotní fyziky v Národní laboratoři Oak Ridge v Tennessee, od jehož založení tehdy uplynulo 5 let. V Oak Ridge byla první vedoucí v oblasti vzdělávání a školení. Svou kariéru věnovala vybudování nového výukového programu ve zdravotní fyzice, který od roku 1949 sama vyučovala.
Kromě toho spolupracovala se členy fakulty na Vanderbilt University v Nashville, aby zde vytvořila magisterský studijní program ve zdravotní fyzice. Byla také zodpovědná za výuku státních a federálních důstojníků v armádě a univerzitních profesorů. Mnozí z nich jsou v současnosti předními odborníky ve zdravotní fyzice.
Byla známa tím, že nad rámec svých povinností pomáhala studentům s akademickými i osobními problémy, přičemž jim poskytovala podporu a užitečné rady. V některých případech jim dokonce půjčovala peníze.
V roce 1955 uspořádala ve Stockholmu první mezinárodní kurz ve zdravotní fyzice a další podobné organizovala v roce  1957 v Belgii a v roce 1958 v Bombaji. v roce 1955 podporovala založení Health Physics Society, kde pracovala nejprve jako tajemnice a v letech 1959 až 1960 jako prezidentka společnosti. V roce 1960 založila profesionální certifikační agenturu známou jako American Board of Health Physics. V roce 1956 onemocněla leukémií, přesto si udržela své profesní postavení až do své smrti v roce 1961.

## Úmrtí a odkaz
Nikdy se neprovdala a neměla děti. V roce 1956 onemocněla leukémií. Zemřela téměř o pět let později v Oak Ridge v Tennessee 17. dubna 1961 ve věku 61 let. Příčinou smrti byl karcinom prsu a leukémiie, které byly pravděpodobně důsledkem její práce s radioaktivními materiály. Je pohřbena na hřbitově v Green Lake ve Wisconsinu.
Její odkaz ožívá každoročně na výročním zasedání Health Physics Society, kde se uděluje mladým členům společnosti cena Eldy E. Anderson.